# Еліаху Ейлат
Еліяху Ейлат (Епштейн, іврит: אליהו אילת) (16 липня 1903 — 21 червня 1990) — ізраїльський орієнталіст і дипломат, перший посол Ізраїлю в США та президент Єврейського університету в Єрусалимі.

## Біографія
Еліяху Ейлат народився в 1903 році в місті Сновськ Чернігівської області Російської імперії (у межах єврейської смуги осілості, нині в Україні) в сім'ї Менахема Епштейна, торговця лісоматеріалами, і Ребекки уродженої Ріп (з родини рабинів, нащадків с. Рабін Еліягу Регуляр з Калішу). Вчився в «кімнатній», як і іврит, а пізніше навчався в російській гімназії. Під час російської революції, навчаючись у гімназії, він приєднався до молодіжного руху Цейрей-Ціон. Він продовжував працювати в підпіллі і за часів Радянської України, і навіть після закінчення навчання та подання на медичний факультет Київського університету. У 1922 році, коли йому було 19 років, він відвідав там таємну сіоністську конференцію і був ув'язнений разом з рештою своїх полонених учасників. Після звільнення переїхав до Москви, де продовжив відкриту та підпільну сіоністську діяльність, був обраний членом російського центру руху Хе-Чалуц.
Влітку 1924 року емігрував до Ерец Ізраїлю. У 1927—1928 роках працював з єврейською компанією будівельників у резиденції та в Аммані. Потім він почав навчатися в Інституті сходознавства Єврейського університету в Єрусалимі і особливо зацікавився бедуїнами. Згодом у 1931 році він відвідав плем'я бедуїнів, щоб дізнатися про їхні звичаї, і опублікував свої враження від візиту в книзі «Бедуїни: їхнє життя та звичаї». Пізніше він навчався в Американському університеті в Бейруті, а в 1934 році почав працювати в політичному відділі Єврейського агентства як директор Відділу сусідніх країн. Був членом делегації Єврейського агентства на конференції в Сан-Франциско в 1945 році, яка боролася за формулювання та включення статті 80, розділ 12 Статуту Організації Об'єднаних Націй. З 1945 року він був представником агентства у Вашингтоні, де отримав від президента США Гаррі Трумена оголошення про визнання Сполученими Штатами Держави Ізраїль. Він був призначений до Першої дипломатичної місії, пізніше став першим послом Ізраїлю в Сполучених Штатах, а пізніше, між 1950 і 1959 роками, служив послом Ізраїлю у Великій Британії. З 1962 по 1968 рік він був президентом Єврейського університету. У 1958 році в цьому університеті отримав ступінь доктора (назва дисертації: «Британські плани зв'язування Середземного моря та Перської затоки шляхом обслуговування пароплавів на річці Євфрат та Євфратській залізниці в 1834—1872 рр.)».
Перш ніж бути призначеним послом Ізраїлю в Сполучених Штатах, змінив своє ім'я Еліяху на Ейлат. Коли Ейлат був задіяний у рамках операції «Факт», міністр закордонних справ Моше Шаретт надіслав йому зашифроване повідомлення: «Еліяху Ейлат Епштейн у наших руках».
Опублікував книги та десятки статей.
Ейлатський архів поділений між Центральним сіоністським архівом та Архівним відділом Національної бібліотеки в Єрусалимі.

## Праці

### Авторські
- Бедуїни: їхнє життя та звичаї, Тель-Авів: а. Стібл, 1903 рік.
- Хадж Мухаммад Амін аль-Хусейні: колишній муфтій Єрусалиму (його особистість і етапи алії). Тель-Авів: Решафім і кабінет прем'єр-міністра-офіс радника з арабських питань, 1968.
- Щоденник Сан-Франциско: початок сіоністської боротьби за Організацію Об'єднаних Націй, Тель-Авів: Двір, 1971. (Перекладено англійською як «Сіонізм в ООН: щоденник перших днів»)
- Британія та її шляхи до Індії: британські плани з'єднати Середземне море та Перську затоку пароплавним сполученням по річці Євфрат і залізницею в долині Євфрату, 1834—1872, Єрусалим: Magnes Press, 1971.
- Ізраїль та Ейлат: політична боротьба за включення Ейлата в єврейську державу, Ейлат: муніципалітет Ейлата через Masada Publishing, 1971 (буклет; також вийшов англійською мовою:

Ізраїль та Елат: політична боротьба за включення Елату до єврейської держави; Меморіальна лекція Люсьєна Вольфа для Єврейського історичного товариства, прочитана в Лондоні в червні 1966 року, Лондон: опубліковано для Єврейського історичного товариства Англії [від] Weidenfeld & Nicolson, 1966.)
- Повернення Сіону і вечір: розділи про вивчення та практику, Тель-Авів: Двір, 1974.
- Боротьба за державу: Вашингтон, 1945—1948 (у двох томах), Тель-Авів: Ам Овед і сіоністська бібліотека Всесвітньої сіоністської організації, 1979—1983 1982 рр.[6]
- Крізь туман днів: розділи спогадів, Єрусалим: Яд Іцхак Бен-Цві, 1989.[7]

- Еліагу Елат, Сіонізм в ООН: щоденник перших днів (переклад з івриту Майкла Бен-Іцхака; передмова Говарда М. Сахара), Філадельфія: Єврейське видавниче товариство Америки, 1976.

Додаткові публікації:
- «Розмови з Мусою аль-Аламі», Сучасне єврейство, II: 1-44, 5755.
- «Кувейт: офіційна подорож», [1908].
- «Аль-Джазіра: Земля та її мешканці», 1930—1945. (З'являється англійською мовою: «Al Jezireh», Журнал Королівського Центрально-Азійського товариства, вип. 27 січня 1940 р. (Лондон: Королівське середньоазійське товариство, стор. 68-82)

- «Спроби єврейського поселення в Хорені», «Природа і земля», 10 [196], 1968.[8]

- «Примітки з статті про нинішні умови в Хаурані», Журнал Королівського Центральноазійського товариства, вип. 23 жовтня 1936 р. (Лондон: Королівське середньоазійське товариство), стор. 594—615,
- «Бедуїни Негеба», щоквартальний фонд дослідження Палестини, квітень 1939 р. (Лондон: Королівське середньоазійське товариство), стор. 59-73.
- «Хауран: підйом і занепад», щоквартальний фонд дослідження Палестини, січень 1940 р. (Лондон: Королівське Центральноазійське товариство), стор. 13-21.
- «Друзи Палестини», Журнал Королівського Центральноазійського товариства, вип. 29 січня 1942 р. (Лондон: Королівське середньоазійське товариство), стор. 52-63.
- «Відносини Ізраїлю з державами, що розвиваються в Африці та Азії», The Central Conference of American Rabbis' Yearbook, Vol. LXXI, 1961 (Нью-Йорк), с. 248—263.
- «Гаррі С. Трумен — людина і державний діяч», Єрусалим: Єврейський університет Єрусалиму, Дослідницький інститут Гаррі С. Трумена, 1977 (лекція Гаррі С. Трумена, 1).

### Редакторські
- Спогади про сера Віндема Дідеса / під редакцією Еліагу Елат, Норман Бентвіч і Доріс Мей, Лондон: Victor Gollancz Ltd. спільно з Англо-ізраїльською асоціацією, 1958.